# Melanitis kiriwinae
Melanitis kiriwinae är en fjärilsart som beskrevs av Hans Fruhstorfer 1908. Melanitis kiriwinae ingår i släktet Melanitis och familjen praktfjärilar. Inga underarter finns listade i Catalogue of Life.